# كورنو دي غيسيرو
كورنو دي غيسيرو (بالإنجليزية: Corno di Gesero)‏ هو أحد جبال سلسلة جبال الألب ليبونتيني وجزء من القمة الأم مارمونتانا يقع في كانتون تيسينو وكانتون غراوبوندن، سويسرا. يبلغ ارتفاع الجبل حوالي 2227 متر، بينما يبلغ ارتفاع نتوء الجبل 182 متر.